# 10 Years of Abuse (and Still Broke)
10 Years of Abuse (and Still Broke) è un album dal vivo del gruppo sludge metal statunitense Eyehategod, pubblicato nel 2001.
Oltre a contenere tracce dal vivo, il disco include anche demo (tracce 1-4, datate 1990) e registrazioni radiofoniche.

## Tracce
1. Left To Starve – 5:08
2. Hit a Girl – 5:16
3. Depress – 9:29
4. Children of God – 4:44
5. White Nigger – 4:08
6. Depress – 3:28
7. Take as Needed for Pain – 5:08
8. My Name is God (I Hate You) – 5:07
9. Lack of Almost Everything – 4:36
10. Blood Money – 3:47
11. Children of God – 4:52
12. Sister Fucker, Pt. 1/Sister Fucker, Pt. 2 – 5:51
13. 30$ Bag – 3:11
14. Zero Nowhere – 5:15
15. Methamphetamine – 5:37

## Formazione
Tracce 1–4
- Jim Bower – chitarra
- Mike Williams – voce
- Joe LaCaze – batteria
- Marc Schultz – basso
- Steve Dale – chitarra

Tracce 5–8
- Jim Bower – chitarra
- Mike Williams – voce
- Joe LaCaze – batteria
- Marc Schultz – basso
- Brian Patton – chitarra

Tracces 9–15
- Jim Bower – chitarra
- Michael Williams – voce
- Joe LaCaze – batteria
- Danny Nick – basso
- Brian Patton – chitarra